# Valromey-sur-Séran
Valromey-sur-Séran is een gemeente in het Franse departement Ain (regio Auvergne-Rhône-Alpes). De plaats maakt deel uit van het arrondissement Belley. Valromey-sur-Séran is op 1 januari 2018 ontstaan door de fusie van de gemeenten Belmont-Luthézieu, Lompnieu, Sutrieu en Vieu. De gemeente telde 1.350 inwoners op 1 januari 2022.

## Geografie
De oppervlakte van Valromey-sur-Séran bedroeg op 1 januari 2022 56,71 vierkante kilometer; de bevolkingsdichtheid was toen 23,8 inwoners per km².
De onderstaande kaart toont de ligging van Valromey-sur-Séran met de belangrijkste infrastructuur en aangrenzende gemeenten.

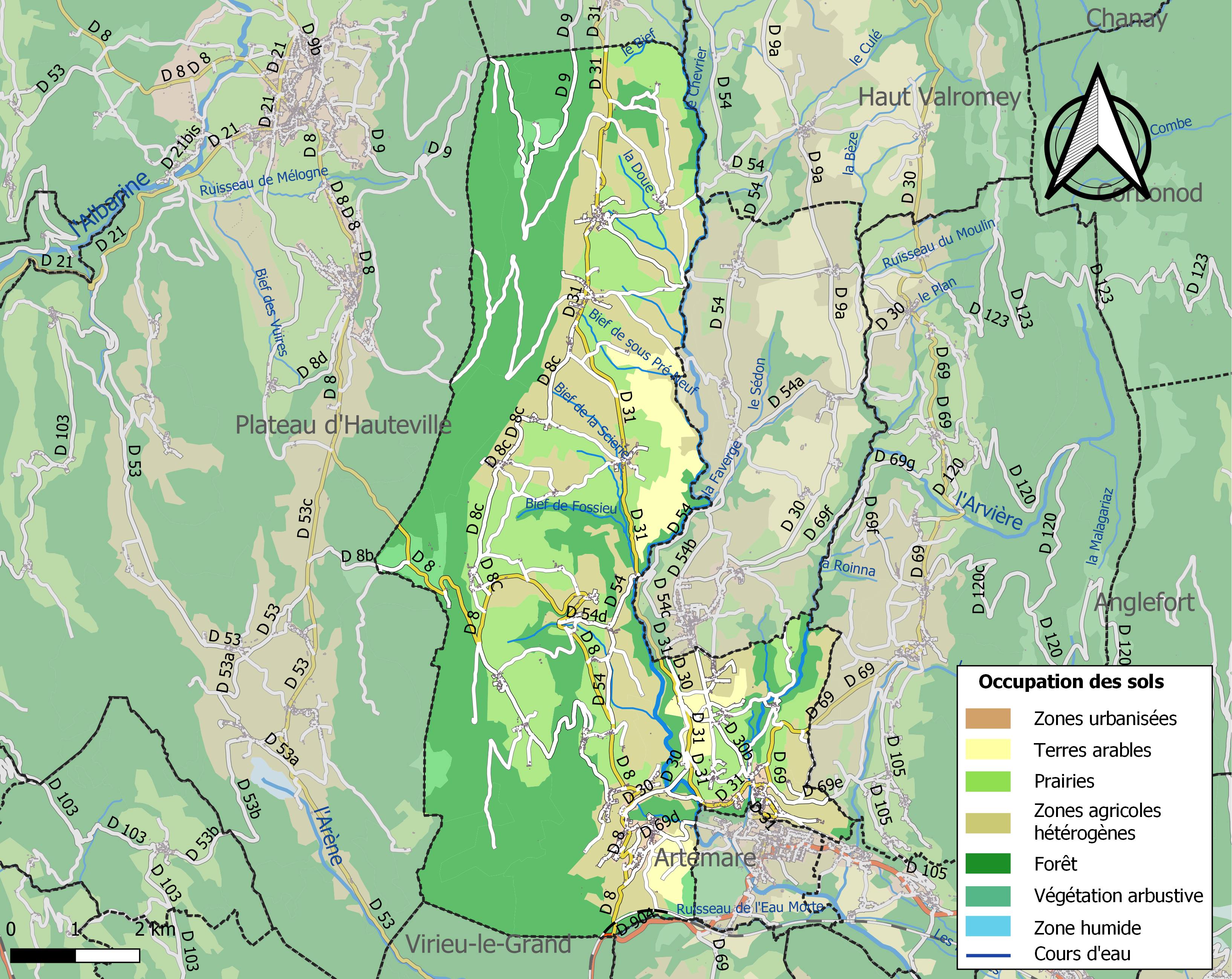